# Святое семейство (книга)
«Святое семейство, или Критика критической критики. Против Бруно Бауэра и компании» (нем. Die heilige Familie, oder Kritik der kritischen Kritik. Gegen Bruno Bauer & Consorten) — первая совместная работа Карла Маркса и Фридриха Энгельса. Посвящена философии марксизма. Написана в период с сентября по ноябрь 1844 года. В работе критикуется с материалистических позиций философия младогегельянства, освещается борьба материализма и идеализма в философии, подчёркивается связь идей материализма с идеями утопического социализма и развитием естествознания, дан анализ общественных явлений с позиций материалистической диалектики, раскрыты гносеологические корни идеализма. Сформулированы основные положения материалистического понимания истории: взгляд на историю, как человеческую деятельность; решающее значение экономической структуры для формирования политического строя; диалектическое взаимовлияние между государством и экономическим строем; материальное производство как основа всей истории человечества; решающая роль народных масс в истории и возрастание этой роли в ходе общественного прогресса; роль пролетариата как главной действующей силы социалистической революции. В работе с позиций материализма критикуется философия субъективного идеализма младогегельянцев: 

критическому критику-теологу ex professo — никак не может прийти в голову, что существует такой мир, в котором сознание и бытие отличаются друг от друга, — мир, который по-прежнему продолжает существовать, когда я упраздняю только его мысленное существование.
 Даётся анализ истории философии XVII — первой половины XIX веков с материалистической точки зрения. Отмечается борьба двух главных направлений философии — материализма и идеализма. 

Метафизика XVII века, главным представителем которой во Франции был Декарт, имела со дня своего рождения своим антагонистом материализм.
 Маркс особо отмечает связь материализма с развитием естествознания и с идеями утопического социализма и коммунизма: 

Как картезианский материализм вливается в естествознание в собственном смысле слова, так другое направление французского материализма вливается непосредственно в социализм и коммунизм.

Фурье исходит непосредственно из учения французских материалистов.
 С позиций диалектического материализма Маркс и Энгельс объясняют гносеологические источники идеализма — отрыв единичного от всеобщего и взгляд на конкретные, единичные вещи лишь как на формы существования общих понятий. Философ-идеалист, отмечает Маркс 

совершил чудо: из недействительной рассудочной сущности «плод вообще» он произвёл действительные предметы природы — яблоко, грушу и т. д.
 Диалектический материализм от конкретных, чувственно воспринимаемых вещей переход к общим понятиям производит на основе раскрытия объективно присущих конкретным вещам внутренних качеств. Диалектику единства и борьбы противоположностей в развитии общества Маркс и Энгельс рассматривают на примере антагонистического противоречия между пролетариатом и буржуазией. Это противоречие имеет две стороны: 

Таким образом, в пределах всего антагонизма частный собственник представляет собой консервативную сторону, пролетарий — разрушительную. От первого исходит действие, направленное на сохранение антагонизма, от второго — действие, направленное на его уничтожение.
 Оно разрешается в ходе упразднения частной собственности

С победой пролетариата исчезает как сам пролетариат, так и обусловливающая его противоположность — частная собственность.
 В полемике с младогегельянцами и другими идеалистами, Маркс и Энгельс утверждают материалистический взгляд на историю, как на человеческую деятельность: 

«История» не есть какая-то особая личность, которая пользуется человеком как средством для достижения своих целей. История — не что иное, как деятельность преследующего свои цели человека.
 В работе Маркс и Энгельс, рассмотрев взаимоотношения государства и гражданского общества, подготовили возникновение учения исторического материализма о базисе и надстройке, показав, что политический строй каждой исторической эпохи определяется определённой экономической структурой 

Ему было показано, что признание прав человека современным государством имеет такой же смысл, как признание рабства античным государством. А именно, подобно тому как античное государство имело своей естественной основой рабство, точно так же современное государство имеет своей естественной основой гражданское общество…
 В работе рассмотрены общественные отношения, складывающиеся между людьми в процессе производства (производственные отношения). Для них характерно, что 

предмет, как бытие для человека, как предметное бытие человека, есть в то же время наличное бытие человека для другого человека, его человеческое отношение к другому человеку, общественное отношение человека к человеку.
 Основу всей истории человечества Маркс усматривает в материальном производстве. Нельзя познать ни одного исторического периода не познав 

промышленности этого периода, непосредственного способа производства самой жизни
 Сформулировано положение о решающей роли народных масс в истории и о возрастании этой роли в ходе исторического развития, особенно в революционные эпохи. Маркс предсказал, что масштабы влияния народных масс на ход истории будут возрастать по мере общественного прогресса, отражающего интересы самих масс. 

Вместе с основательностью исторического действия будет, следовательно, расти и объём массы, делом которой оно является.
 Сформулировано учение о всемирно-исторической роли пролетариата как главной действующей силы социалистической революции. 

Пролетариат приводит в исполнение приговор, который частная собственность, порождая пролетариат, выносит себе самой,
 Подчёркнута объективная неизбежность упразднения частной собственности и капиталистического общества 

Дело не в том, в чём в данный момент видит свою цель тот или иной пролетарий или даже весь пролетариат. Дело в том, что такое пролетариат на самом деле и что он, сообразно этому своему бытию, исторически вынужден будет делать.